# Idiosepius paradoxus
Idiosepius paradoxus é uma espécie de lula rabo-de-peixe nativa do Oceano Pacífico ocidental, incluindo as águas da Coreia do Sul, norte da Austrália e também as ilhas japonesas de Honshū, Kyūshū e Hokkaidō. Habita águas rasas e costeiras.
O tipo nomenclatural foi descoberto em Kadsiyama, na Baía de Tóquio. Está no Museu Zoológico de Estrasburgo.